# CV Las Palmas
CV Las Palmas (spanska: Club Voleibol Las Palma)  var en volleybollklubb från Las Palmas, Kanarieöarna, Spanien. Klubben grundades 1976. Den debuterade redan säsongen 1977/1978 i högsta serien, men det dröjde till början av 2000-talet innan klubben lyckades etabler sig i Superliga Femenina de Voleibol. Därefter följde en framgångsperiod, med 2003 som en topp då laget både blev spanska mästare och nådde final i CEV Cup (numera CEV Challenge Cup). Därefter följde en serie andraplatser i serien. Säsongen 2009/2010 kom laget oväntat näst sist i serien och åkte ur. Därpå gick den samman med CV JAV Olímpico, bland annat motiverat av att bägge klubbarna hade ekonomiska problem.